# Ernesto Ruffini
Ernesto Ruffini (San Benedetto Po, Mantua, 19 de enero de 1888 - Palermo, Sicilia, 11 de junio de 1967) fue un prelado italiano, biblista y cardenal de la Iglesia católica.

## Biografía

### Formación y sacerdocio
Cursó sus estudios eclesiásticos en Milán y en Roma. Obtuvo el doctorado en Sagrada Teología en la Facultad Teológica de Milán, el doctorado en Filosofía en la Pontificia Academia de Santo Tomás de Aquino y un diploma en Sagrada Escritura en el Pontificio Instituto Bíblico. Fue ordenado sacerdote el 10 de julio de 1910. 
En 1913 realizó un viaje de estudios de tres meses por Oriente Medio para conocer de primera mano los lugares en los que vivieron Jesucristo y sus apóstoles. Regresó a Roma en noviembre de ese año por orden del Papa San Pío X para hacerse cargo de la asignatura de Introducción a la Biblia en el Ateneo del Pontificio Seminario Romano. 
En 1917 se le confía la cátedra de Sagrada Escritura en el Pontificio Ateneo de Propaganda Fide del Colegio Urbaniano, cargo que ejerció hasta 1931. 

### Servicio en la Santa Sede
En 1928 fue nombrado secretario de la Sagrada Congregación de Seminarios y Universidades por el Papa Pío XI. 

### Episcopado
Elegido arzobispo de Palermo el 11 de octubre de 1945, fue consagrado el 8 de diciembre del mismo año. 

### Cardenalato
Elevado a la púrpura cardenalicia, en el Consistorio del 18 de febrero de 1946 celebrado por el papa Pío XII, se le otorgó el título de Santa Sabina. Pasó a desarrollar el cargo de administrador apostólico de Eparquía de Piana, para los Italo-albaneses residentes en Italia. Por aquella época, también fundó la Sociedad de las Voluntarias de la Caridad.
En la curia romana fue miembro de varias Congregaciones: Sagrada Congregación para la Iglesia Oriental, Sagrada Congregación de los Sacramentos, Sagrada Congregación del Concilio y de la Sagrada Congregación de los Seminarios y Universidades. También fue miembro de las Comisiones Pontificias para los Estudios Bíblicos y para la revisión del Código de Derecho Canónico. Además, fue miembro de la Pontificia Academia de Santo Tomás de Aquino, su alma mater.
Durante su estancia en Sicilia se distinguió por su labor de apostolado y sus afanes para redimir social y económicamente en las zonas pobres de la isla y fundó un pueblo que lleva su nombre. Durante la difícil época en que el bandido Salvatore Giuliano sembraba el terror en la isla, acudió varias veces en su busca con ánimo de hacerle desistir de sus impulsos criminales.
Fue uno de los cardenales electores que participaron en el cónclave papal de 1958 (elección de Juan XXIII) y en el cónclave papal de 1963 (elección de Pablo VI).

#### Concilio Vaticano II
Persona de gran sabiduría bíblica, fue uno de los pilares fundamentales del Concilio Vaticano II. Se le consideraba "papable" en los dos cónclaves que precedieron a la elección de los dos últimos pontífices. Era comisario por los estudios bíblicos. En el Concilio Vaticano II tuvo a su cargo el tema de la "Unión de Cristianos".
Durante la época del Concilio fue uno de los anfitriones -junto con los también cardenales Larraona, C.M.F., Santos, Siri y Browne, O.P.- de las conferencias de los martes organizadas por el Coetus Internationalis Patrum, que tenían por objetivo "estudiar los esquemas del Concilio -con la ayuda de teólogos- a la luz de la doctrina tradicional de la Iglesia y según las enseñanzas de los Soberanos Pontífices".

### Fallecimiento
Murió de un ataque al corazón en Palermo, a los 79 años. Está sepultado en el santuario de la Madonna dei Rimedi en Palermo.

## Condecoraciones
- Caballero de la gran cruz de la Orden al Mérito de la República Italiana (República Italiana, 7 de mayo de 1963).

## Otros proyectos
- Wikimedia Commons alberga una categoría multimedia sobre Ernesto Ruffini.